# جورج دبليو. كاري
جورج دبليو. كاري (بالإنجليزية: George W. Carey)‏ هو طبيب أمريكي، ولد في 1845، وتوفي في 1924.